# Október 4.
Október 4. az év 277. (szökőévben 278.) napja a Gergely-naptár szerint. Az évből még 88 nap van hátra.
Névnapok: Ferenc + Ajtonka, Ámon, Aranka, Arany, Arina, Aurélia, Auróra, Bodor, Damarisz, Edvin, Edvina, Fanni, Fodor, Frank, Fremont, Golda, Goldi, Goldina, Gyémánt, Hajnal, Hajnalka, Larcia, Lartia, Latinka, Zóra, Zorinka, Zorka

## Események
- 1423 – Luxemburgi Zsigmond német-római császár, magyar és cseh király hűbérként vejének, V. Albert osztrák hercegnek adományozza a morva őrgrófságot, és a cseh királyi trón örökösévé jelöli ki Albertet.
- 1459 – I. Sarolta ciprusi királynő Nicosiában feleségül megy elsőfokú unokatestvéréhez, Savoyai Lajos genfi grófhoz, I. Lajos savoyai herceg és Lusignan Anna ciprusi királyi hercegnő másodszülött fiához.
- 1468 – I. Mátyás király Brassó városa számára a magyar pénzek mellett a havasalföldi pénzek használatát is engedélyezi.
- 1490 – II. Ulászló magyar király és Beatrix özvegy királyné titkos házasságot kötnek.
- 1535 – Kinyomtatják az első teljesen angol nyelvű Bibliát, melyet William Tyndale és Miles Coverdale fordított le.
- 1582 – A legtöbb katolikus országban életbe lép a XIII. Gergely pápáról elnevezett naptár (1582. október 4. után október 15. következett).
- 1664 – Új-Amszterdam (Nieuw Amsterdam) neve New Yorkra változik.
- 1693 – A La Marsaglia-i csatában az augsburgi liga csapatai vereséget szenvednek XIV. Lajos francia király csapataitól (pfalzi örökösödési háború).
- 1824 – Mexikó alkotmányának megszületése.
- 1830 – Dél-Németalföld polgársága (az 1830. augusztus 25-én Brüsszelben kitört felkelés eredményeképpen) elszakad az Egyesült Holland Tartományoktól, és Belgium néven kikiáltja függetlenségét.
- 1848 – Az Aradi vár császári őrsége megtagadja az engedelmességet az Országos Honvédelmi Bizottmánynak.
- 1850 – Az osztrák pénzügyminiszter előírja a császári és királyi pénzügyőrségek felállítását Magyarországon.
- 1852 – Leteszik a budapesti Szent István-templom, a későbbi Szent István-bazilika alapkövét.
- 1857 – Megindul a Szépirodalmi Közlöny, szerkesztője névleg Szelestey László, valójában Székely József.
- 1858 – Megalapítják a Pesti Császári és Királyi Katolikus Főgimnáziumot, a mai Berzsenyi Dániel Gimnázium (Budapest) elődjét.
- 1877 – Megkezdi működését Budapesten az Országos Rabbiképző – Zsidó Egyetem.
- 1878 – I. Ferenc József király elfogadja Tisza Kálmán miniszterelnök lemondását.
- 1881 – Edward Leveaux angol mérnök szabadalmaztatja rugós energiatároló rendszerét. Ezt gyakran tévesen gépzongora-szabadalomként írják le.
- 1883 – Először indul el az Orient expressz.
- 1896 – Átadják a budapesti Ferenc József hidat (ma Szabadság híd).
- 1915 – I. világháború: Orosz csapatok elfoglalják Máramarosszigetet.
- 1921 – Nyugat-Magyarországot Prónay Pál Lajtabánság néven „önálló államként” kiáltja ki Felsőőrön, az általa szervezett alkotmányozó gyűlésen.
- 1930– A Londonból India felé indított R-101 brit kormányozható léghajó, 53 utassal, a La Manche fölött viharba kerül, a franciaországi Beauvais városa fölött kigyullad és lezuhan. Mindössze 9-en élik túl a tragédiát. A brit kormány leállítja léghajóprogramját.
- 1944 – A szovjet és román előrenyomulás miatt a magyar honvédség kiüríti és feladja Torda városát.
- 1952 – Ezen és az ezt követő napon közli a Szabad Nép teljes terjedelmében Sztálin írását „A szocializmus közgazdasági problémái a Szovjetunióban” címmel.
- 1957 – A szovjetek fellövik a Szputnyik–1 műholdat a világűrbe: ezt a napot tekintjük az űrkorszak kezdetének.
- 1959 – A szovjet Lunyik–3 űrszonda elsőként készít  felvételeket a Hold túlsó oldaláról.
- 1977 – Belgrádban megkezdi működését az Európai Biztonsági és Együttműködési Szervezet (EBEÉ) soros értekezlete, melynek záró napja a következő év márciusa.
- 1983 – A Thrust2 nevű sugárhajtású jármű 1019,5 km/h-ra javítja az autók szárazföldi sebességi rekordját
- 1986 – Hollandiában Beatrix királynő felavatja a világ legnagyobb (Delta tervként ismert) gátrendszerét.
- 1991 – Antall József az USA-ban tárgyal George H. W. Bush amerikai elnökkel.
- 1992 - Az El Al 1862-es járat, a Tel-Aviv felé tartó Boeing 747-200 F típusú teherszállító repülőgép Schiphol-ból való felszállás után mindkettő jobboldali motorját elvesztette, és egy apartmanházba csapódott Amszterdam egyik külvárosában. Összesen 43 ember vesztette életét Hollandia legszörnyűbb légi-balesetében.
- 1993 – Moszkvában a kormányhű csapatok leverik a Borisz Jelcin orosz elnök ellen szervezett katonai államcsínyt.
- 1997 – A TV2, Magyarország egyik országosan sugárzó kereskedelmi televízióadójának az indulása.
- 2000 – Az Európai Parlament megszavazza jelentését a tagjelölt országok felkészültségéről. A Magyarországról szóló jelentés méltatja a közösségi joganyag átvételében elért eredményeket és a stabil gazdasági fejlődést, de kifogásolja a roma népesség helyzetét és a szervezett bűnözés problémáját.
- 2007 – Az Africa One nevű légitársaság Antonov-26 teherszállító gépe röviddel a felszállás után rázuhan Kinshasa egyik sűrűn lakott külvárosi negyedére. A gép fedélzetén lévő 23 ember közül csak a gép egyik szerelője éli túl a balesetet, míg a földön további 28 ember hal meg.
- 2010 – Az ajkai vörösiszap-katasztrófa során csaknem 1 millió köbméter vörösiszap öntötte el Devecser, Kolontár és Somlóvásárhely településeket, 10 halálos áldozatot követelve.

## Sportesemények
Formula–1
- 1964 –  amerikai nagydíj, Watkins Glen – Győztes: Graham Hill  (BRM)
- 1970 –  amerikai nagydíj, Watkins Glen – Győztes: Emerson Fittipaldi  (Lotus Ford)
- 2009 –  japán nagydíj, Suzuka – Győztes: Sebastian Vettel  (Red Bull Renault)

## Születések
- 1289 – X. (Civakodó) Lajos francia király († 1316)
- 1515 – ifj. Lucas Cranach német reneszánsz festőművész († 1586)
- 1550 – IX. Károly svéd király († 1611)
- 1570 – Pázmány Péter esztergomi érsek, egyházi író († 1637)
- 1626 – Richard Cromwell Oliver Cromwell fia, 1658–59-ig Anglia lord protectora († 1712)
- 1742 – Müller Ferenc József osztrák származású kémikus és mineralógus, a tellúr és a turmalin felfedezője († 1825)
- 1814 – Jean-François Millet francia festő († 1875)
- 1822 – Rutherford B. Hayes az Amerikai Egyesült Államok 19. elnöke, hivatalban 1877-től 1881-ig († 1893)
- 1870 – Móricz Pál magyar író, újságíró († 1936)
- 1872 – Schöpflin Aladár magyar író, műfordító, kritikus († 1950)
- 1881 – André Salmon francia író, költő, kritikus († 1969)
- 1885 – Gaál Sándor magyar fizikus († 1972)
- 1889 – Dálnoki Veress Lajos honvéd vezérezredes, II. világháborús  hadseregparancsnok († 1976)
- 1889 – Muttnyánszky Ádám gépészmérnök, a Budapesti Műszaki Egyetem tanára, díszdoktora, Kossuth-díjas († 1976)
- 1892 – Engelbert Dollfuß osztrák politikus, ausztrofasiszta diktátor († 1934)
- 1892 – Luis Trenker (er. Alois Franz Trenker), dél-tiroli osztrák építész, hegymászó, író, színész, filmrendező († 1990)
- 1893 – Stasys Girėnas litván pilóta, aki társával, Steponas Dariusszal leszállás nélkül repülte át az Atlanti-óceánt († 1933)
- 1895 – Buster Keaton (er. neve Joseph Francis Keaton), amerikai némafilm-színész, filmrendező († 1966)
- 1895 – Dr. Richard Sorge német újságíró, a II. világháború alatt Japánban dolgozó szovjet kém († 1944)
- 1903 – Ernst Kaltenbrunner német SS-Obergruppenführer, második világháborús bűnös († 1946)
- 1906 – Eitel Cantoni (Eitel Danilo Cantoni) uruguay-i autóversenyző († 1997)
- 1906 – Kepes György festő, tervező, képzőművészeti író († 2001)
- 1909 – Szalay Sándor fizikus, a magyar magfizikai kutatás megalapítója († 1987)
- 1909 – Jankó József magyar agrárközgazdász, egyetemi tanár († 1992)
- 1912 – Hajnal Gábor József Attila-díjas magyar költő, műfordító († 1987)
- 1916 – Vitalij Lazarevics Ginzburg Nobel-díjas  elméleti fizikus és asztrofizikus, az Orosz Tudományos Akadémia tagja, a FIAN igazgatója († 2009)
- 1923 – Charlton Heston amerikai színész († 2008)
- 1924 – Bencze Ferenc Balázs Béla-díjas magyar színész († 1990)
- 1925 – Kállai Ferenc Kossuth-díjas magyar színművész, a nemzet színésze († 2010)
- 1925 – Marlen Hucijev grúziai születésű oroszországi filmrendező, forgatókönyvíró († 2019)
- 1927 – Roberto Bussinello olasz autóversenyző († 1999)
- 1928 – Bob Scott (Robert Scott) amerikai autóversenyző († 1954)
- 1930 – Soproni József Kossuth-díjas magyar zeneszerző, a nemzet művésze († 2021)
- 1933 – Sükösd Mihály magyar író, szerkesztő, József Attila-díjas († 2000)
- 1934 – Daniel Kleitman amerikai matematikus
- 1936 – Verdes Tamás magyar színész († 2012)
- 1937 – Franz Vranitzky osztrák szociáldemokrata politikus, az SPÖ elnöke, 1986–1997 szövetségi kancellár
- 1937 – Jackie Collins angol regényíró, színésznő († 2015)
- 1940 – Agárdy Ilona Aase-díjas magyar színésznő († 2001)
- 1941 – Anne Rice amerikai író († 2021)
- 1943 – Lengyel Pál magyar filmrendező († 2012)
- 1944 – Romhányi László magyar rendező, színházigazgató, az egykori Jurta Színház alapítója († 2005)
- 1946 – Susan Sarandon Oscar-díjas amerikai színésznő
- 1953 – Tchéky Karyo török születésű francia színész
- 1955 – Bán János Jászai Mari-díjas magyar színész, filmrendező
- 1956 – Christoph Waltz kétszeres Oscar- és kétszeres Golden Globe-díjas osztrák színész
- 1959 – Pápai Erika Jászai Mari-díjas magyar színésznő, szinkronszínész
- 1963 – Ternyák Zoltán magyar színész († 2003)
- 1964 – Csizmadia Gabriella magyar bábművész
- 1971 – Bayer Friderika magyar énekesnő
- 1974 – Török-Zselenszky Tamás magyar költő, zenész, filozófus
- 1976 – Alicia Silverstone amerikai színésznő, modell
- 1976 – Danilo Ikodinović szerb vízilabdázó
- 1979 – Tímár Krisztián magyar labdarúgó, jelenleg az angol Plymouth Argyle FC hátvédje
- 1980 – Tomáš Rosický cseh labdarúgó
- 1980 – Bokor Barna magyar színész
- 1983 – Huzella Júlia magyar színésznő
- 1986 – Rusznyák Szilárd magyar jégkorongozó
- 1988 – Petneházi Márk magyar labdarúgó
- 1989 – Kimmie Meissner amerikai műkorcsolyázó
- 1991 – Cole Hawkins amerikai színész
- 1991 – Vadászfi Ákos magyar tornász
- 1991 – Patkós Márton magyar színész
- 2005 – Emánuel belga herceg, Fülöp belga király fia

## Halálozások
- 1582 – Ávilai Szent Teréz spanyol apáca, 1570-től az első női egyházi tanító, 1617-től Spanyolország védőszentje (* 1515)
- 1669 – Rembrandt Harmensz van Rijn németalföldi festőművész (* 1606)
- 1747 – Amaro Pargo, híres spanyol privatér és kereskedő. (* 1678)
- 1790 – Jan Dekert lengyel kereskedő, nagypolgári politikus, Varsó polgármestere (* 1738)
- 1856 – Bartay Endre, zeneszerző (* 1799)
- 1859 – Karl Baedeker német könyvkiadó (* 1801)
- 1904 – Frédéric Auguste Bartholdi (er. Amilcar Hasenfratz), elzászi francia szobrászművész, a New York-i Szabadság-szobor alkotója (* 1834)
- 1932 – Lengyel Pál magyar nyomdász, újságíró, eszperantó nyelvű lapok kiadója (* 1868)
- 1935 – Jean Béraud francia impresszionista festő (* 1849)
- 1943 – Mandel Sámuel magyar rabbi (* 1875)
- 1947 – Max Planck, Nobel-díjas német fizikus, a kvantummechanika megalapítója (* 1858)
- 1970 – Janis Joplin amerikai énekesnő (* 1943)
- 1973 – Soltész Anni magyar színésznő (* 1902)
- 1978 – Erdélyi József magyar költő (* 1896)
- 1980 – Szollás László világbajnok műkorcsolyázó, orvos (* 1907)
- 1982 – Glenn Herbert Gould, kanadai zongoraművész (* 1932)
- 1989 – Graham Chapman brit színész, komikus, forgatókönyvíró (* 1941)
- 1989 – Keleti Tamás biokémikus, az MTA tagja, a magyarországi enzimkinetikai kutatások elindítója (* 1927)
- 1992 – Gyárfás Miklós József Attila-díjas magyar író, újságíró, dramaturg (* 1915)
- 1992 – Bay Zoltán magyar atomfizikus, a radarcsillagászat megalapítója, a magyar Hold-radar-kísérlet vezetője (* 1900)
- 1992 – Denny Hulme (Denis Clive Hulme) új-zélandi autóversenyző, a Formula–1 egyszeres világbajnoka (1967) (* 1936)
- 1997 – Otto Ernst Remer, német katonatiszt a II. világháború alatt (* 1912)
- 1998 – Tony Shelly (Anthony Shelly)  új-zélandi autóversenyző (* 1937)
- 2004 – Gordon Cooper űrhajós (* 1927)
- 2005 – André Waterkeyn belga építész, a brüsszeli Atomium tervezője (* 1917)
- 2009 – Kolczonay Ernő olimpiai ezüstérmes vívó (* 1953)
- 2010 – Szentpál Mónika magyar tánc- és előadóművész, színésznő, érdemes művész (* 1926)
- 2018 – Baleczky Annamária magyar bemondónő (* 1947)
- 2022 – Loretta Lynn amerikai énekesnő (* 1932)

## Nemzeti ünnepek, emléknapok, világnapok
- A világűr hete első napja
- Lesothoi Királyság: A Függetlenség napja (1966)
- Az Állatok Világnapja
- Assisi Szent Ferenc névünnepe.